# Олександр Четвертинський
Олександр Четвертинський гербу «Погоня Руська» (пол. Aleksander Czetwertyński; пом. 1769 у Міколаєві) — підкоморій брацлавський у 1765 р., підсудок брацлавський у 1744 р., полковник коронних військ, член сейму, староста пултовецький.

## Біографія
Був консиліарієм генеральної конфедерації 1764 року як маршалок конфедерації Брацлавського воєводства. Був депутатом від Брацлавського воєводства на конвокаційному сеймі 1764 року. Електор Станіслава Августа Понятовського з Брацлавського воєводства в 1764 році. Був консиліарієм Брацлавського воєводства в Барській конфедерації 1768 року. Потрапив у полон до російської армії.